# Generaldirektion Forschung und Innovation
Die Generaldirektion Forschung und Innovation (RTD) ist eine Abteilung der Europäischen Kommission.
Die Generaldirektion hat die Aufgabe, eine europäische Forschungs- und Innovationsstrategie festzulegen und umzusetzen. Sie wertet dazu die nationalen Strategien für Forschung und Innovation der Mitgliedstaaten aus und gibt den Staaten Empfehlungen. Außerdem fördert sie im Förderprogramm Horizont Europa herausragende Forschung und Innovation.
Der Generaldirektor Marc Lemaître leitet die Abteilung seit 2023. Sie steht in der Zuständigkeit des Kommissars für Forschung, Wissenschaft und Innovation. Gegliedert ist sie momentan in zehn Direktorate.